# Îles Galápagos
« Galápagos » redirige ici. Pour les autres significations, voir Galápagos (homonymie).
Les îles Galápagos sont un archipel et une province de l'Équateur situé dans le Nord-Est de l'océan Pacifique sud, à une latitude proche de l'équateur.
L'île Isabela, la plus vaste, se trouve à quelque 1 102 km à l'ouest des côtes équatoriennes. Une distance de 929 km sépare le continent de la plus orientale des îles, San Cristóbal. L'archipel se compose d'une quarantaine d'îles volcaniques formant une province de l'Équateur depuis 1832 avec Puerto Baquerizo Moreno pour capitale. Il accueille le parc national des Galápagos et la réserve marine des Galápagos qui constituent un site du patrimoine mondial de l'Unesco.

## Toponymie et étymologie
Les îles Galápagos, en espagnol Islas Galápagos, sont aussi appelées « archipel de Colomb », en espagnol Archipiélago de Colón. De manière non officielle, elles sont aussi nommées « les Enchantées », en espagnol Las Encantadas.
« Islas de los Galápagos » signifie « îles des Tortues de mer », en français classique Isles Tortoises. Galápagos, galopegos au XVIe siècle, est le pluriel du masculin galápago, mot d'origine incertaine, peut être celtibérique, qui se retrouve en catalan et en portugais respectivement sous les formes galàpet et cágado, et qui désigne en espagnol la tortue aquatique, à laquelle a été assimilée la tortue marine, mais, paradoxalement, ce mot a, depuis, pris en Amérique latine le sens général de tortue, le plus souvent terrestre.

## Histoire
Bien que des expéditions affirment avoir trouvé des traces de campements humains anciens, les îles Galápagos étaient inhabitées à l'époque où elles furent explorées par les Espagnols en 1535. Au cours des XVIIe et XVIIIe siècles, l'archipel devint un lieu de rendez-vous pour les pirates et les boucaniers. Les navires de guerre anglais et américains, ainsi que les baleiniers, accostèrent encore souvent aux îles Galápagos au XIXe siècle.
En 1835, Charles Darwin, naturaliste britannique, y étudia la diversité des espèces présentes. Ce n'est pas, contrairement à l'opinion courante, dans l'archipel qu'il commença à douter du créationnisme, mais ses observations lui permirent, plus tard, d'argumenter sa fameuse étude sur l'évolution et la sélection naturelle publiée en 1859. Aujourd'hui, à Puerto Ayora, la plus grande ville de l'archipel (située sur l'île Santa Cruz), se trouve un centre de recherche à son nom.
L'Équateur a officiellement annexé l'archipel des îles Galápagos en 1832. Environ un siècle plus tard, les îles n'étaient habitées que par quelques colons et ont été utilisées en tant que colonies pénitentiaires, qui furent fermées en 1959.
L'archipel est officiellement devenu un parc national en 1959. Le tourisme organisé a commencé vers la fin des années 1960 ; plusieurs centaines de milliers de personnes visitent aujourd'hui les îles chaque année
.
Le président Lenín Moreno avait envisagé en 2019 de permettre la présence d'avions militaires américains sur l'archipel en échange de la rénovation des aéroports par les États-Unis, mais la Constitution équatorienne interdit depuis 2008 l'installation de bases militaires étrangères dans le pays, et les organisations environnementales dénoncèrent l'impact négatif que cette décision aurait eu sur la biodiversité.

## Géographie

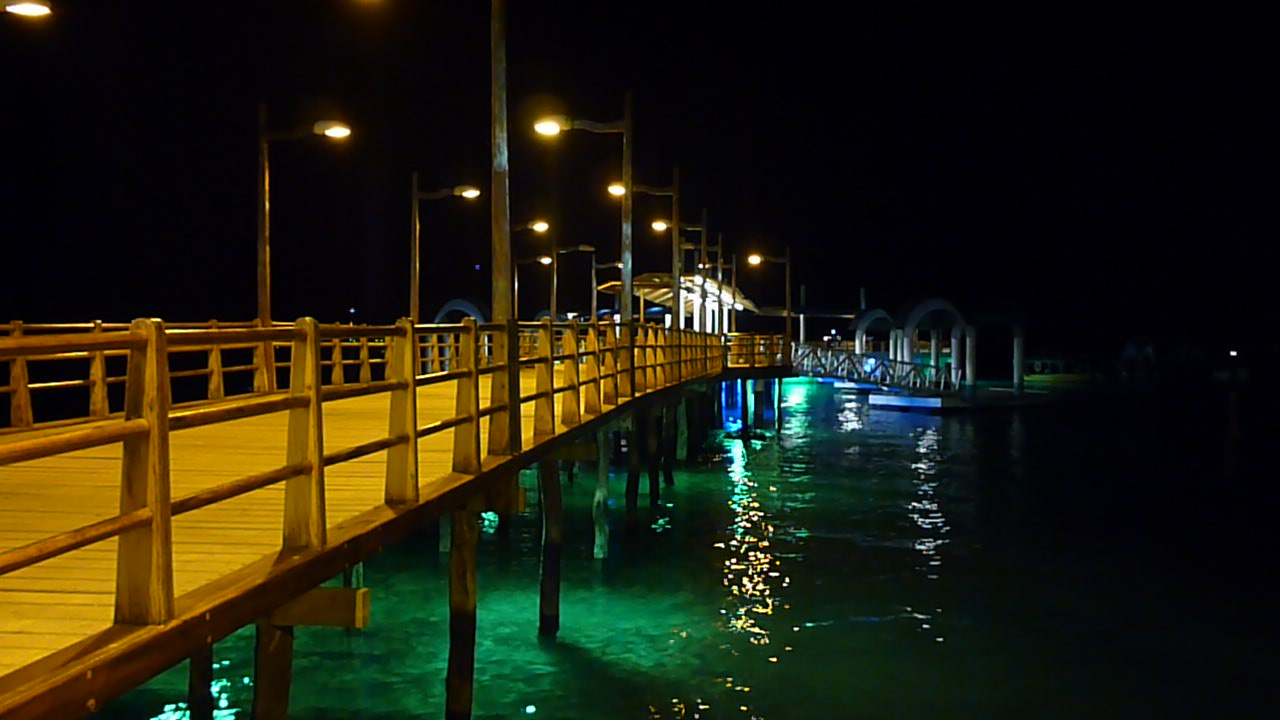
Vue nocturne de l'embarcadère de Puerto Ayora sur l'île Santa Cruz.

### Topographie

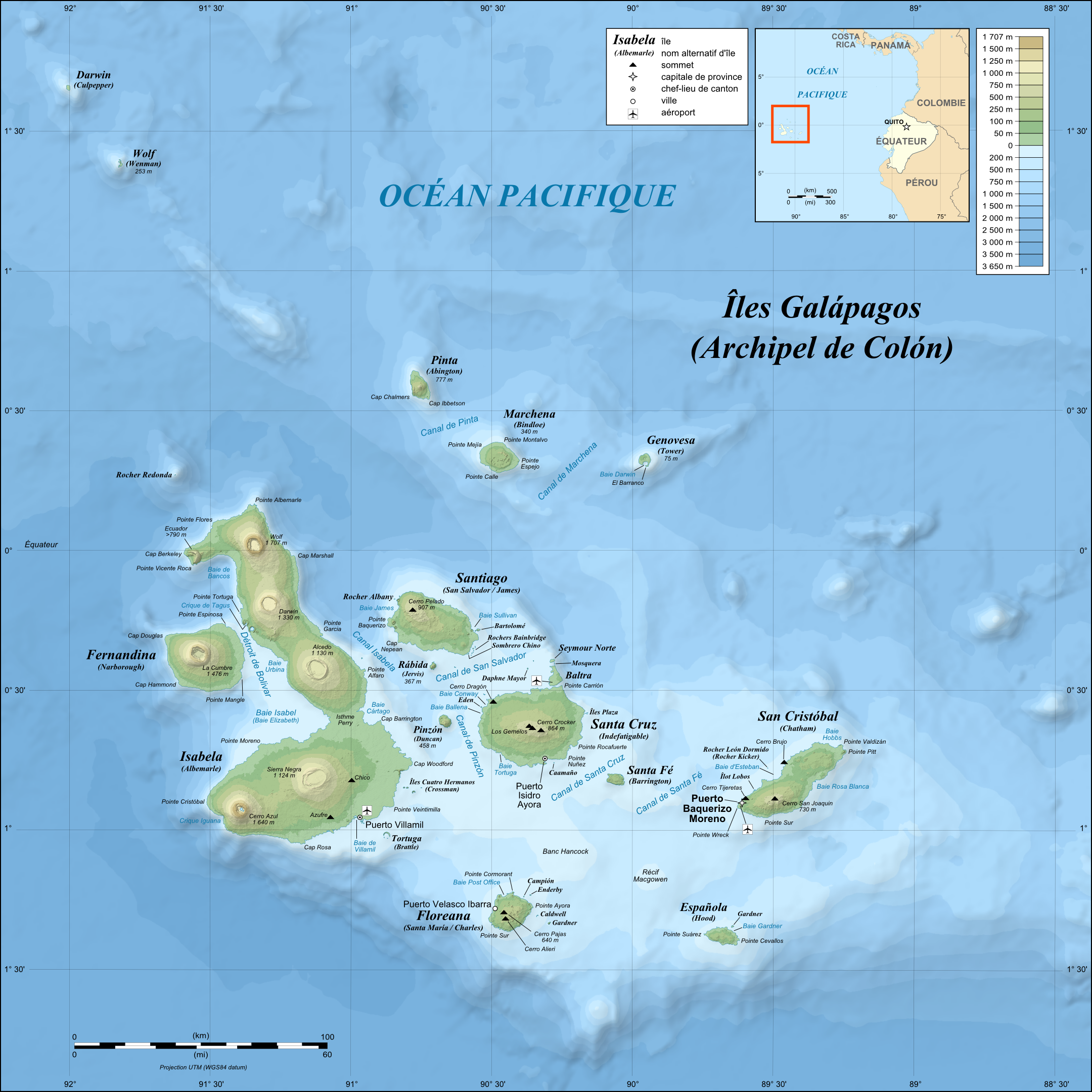
Carte topographique et bathymétrique des îles Galápagos.

L'archipel est constitué de 127 îles, îlots et rochers dont 19 de grandes tailles. Les îles de grande taille se situent toutes dans l'hémisphère sud. Cependant,  une petite partie de l'île Isabela est dans l'hémisphère nord. C'est là que trône le plus haut sommet de l'archipel, le volcan Wolf. La plupart de ces sites sont excellents pour l'apnée, la plongée dérivante et sur tombants ainsi que pour la plongée de nuit.
Parmi les 48 éminences qui forment l'archipel des Galápagos, il convient de préciser que seulement 19 d'entre elles sont des îles. Les 29 autres sont des îlots inhabités, toute la population locale étant concentrée sur les îles Santa Cruz, San Cristóbal, Isabela et Floreana.
L'intérieur des îles est, de par sa formation volcanique, assez montagneux, du reste ce sont les cratères qui représentent les points culminants des îles, pouvant atteindre jusqu'à 1 707 m (volcan Wolf). Les rivages aplanis ne sont pas forcément très faciles d'accès, entre rochers et mangroves.
Ci-dessous la liste des îles principales. La plupart portent plusieurs noms.
- île Baltra (South Seymour)
- île Bartolomé
- île Darwin (Culpepper)
- île Española (Hood)
- île Fernandina (Narborough)
- île Floreana (Santa María, Charles)
- île Genovesa (Tower)
- île Isabela (Albemarle)
- île Marchena (Bindloe)
- île Seymour Nord
- île Pinta (Abington)
- île Pinzón (Duncan)
- île Rábida (Jarvis)
- île San Cristóbal (Chatham)
- île Santa Cruz (Indefatigable)
- île Santa Fé (Barrington)
- île Santiago (San Salvador, James)
- île Plaza Sud
- île Wolf (Wenman)

L'île Fernandina est la troisième plus grande île (642 km2) et, pour être la plus occidentale, elle est également considérée comme la plus jeune (voir Géologie) et possède des paysages volcaniques récemment formés. Les éruptions les plus récentes du volcan local, La Cumbre, remontent à 1995, 2005 et 2009.
Chaque île constitue un écosystème insulaire et certaines lignées, comme les passereaux géospizes ou les tortues, s'y sont diversifiées en fonction de chacun ; sur toutes, on trouve des otaries, des manchots et des iguanes marins et terrestres, endémiques de l'archipel. Le cormoran aptère (qui ne vole pas) est endémique des deux îles d'Isabela et de Fernandina, où il nidifie près de l'eau.

### Géologie

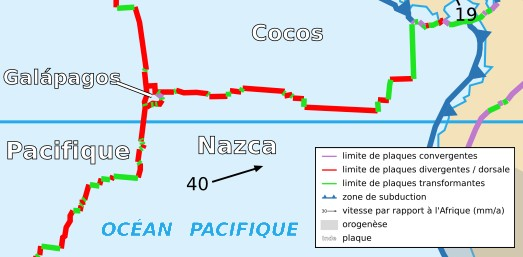
Carte des plaques tectoniques autour des îles Galápagos.

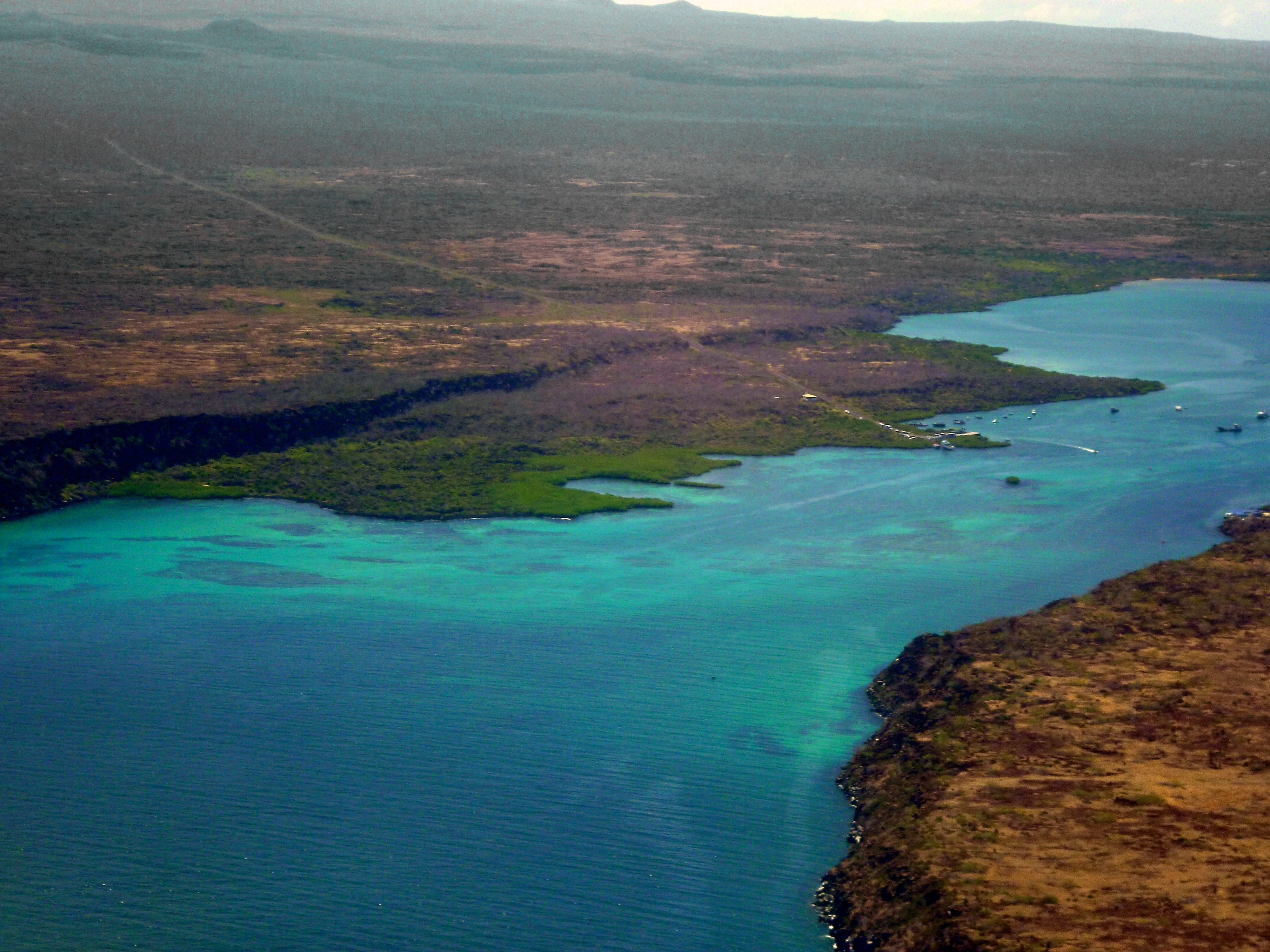
Vue aérienne du canal d'Itabaca séparant l'île Baltra (en bas à droite) de l'île Santa Cruz (au centre).

Les îles Galápagos sont des îles d'origine volcanique qui ont émergé à partir d'un plateau basaltique. Leur formation est liée à l'existence d'un point chaud, le point chaud des Galápagos, situé sous la plaque de Nazca à proximité de la jonction triple des Galápagos.
Alors que le point chaud est fixe, la plaque se déplace vers l'est, à raison de 3 à 6 centimètres par an, donnant ainsi naissance à des îles. Celles-ci s'égrainent d'ouest en est tel un chapelet, les plus récentes étant situées à l'extrémité ouest de l'archipel tandis que les plus anciennes, dont la formation remonte à 5 à 9 millions d'années, sont situées à l'extrémité est.
Les îles occidentales sont encore le siège d'une intense activité volcanique et présentent un relief vigoureux constitué notamment d'imposantes caldeiras. Les îles les plus orientales sont en revanche fortement érodées et leur relief est plus émoussé. Ainsi l'île la plus ancienne, San Cristóbal, ne culmine qu'à 730 mètres d'altitude contre 1 476 mètres pour l'île de Fernandina, l'une des plus récentes.
Les îles Galápagos comptent de nombreux volcans :
- sur l'île Fernandina : La Cumbre (1 476 m) ;
- sur l'île Floreana : Cerro Pajas (640 m), Cerro Alieri (340 m) ;
- sur l'île Isabela : Wolf (1 707 m), Cerro Azul (1 640 m), Darwin (1 330 m), Sierra Negra (1 124 m), Ecuador (790 m) ;
- sur l'île Santa Cruz : Cerro Crocker (864 m), Los Gemelos ;
- sur l'île San Cristóbal : Cerro San Joaquin (730 m), Cerro Brujo, Cerro Tijeretas ;
- sur l'île Santiago : Cerro Pelado (907 m) ;
- îlots volcaniques : île Baltra, île Bartolomé, île Darwin, île Española, île Genovesa, île Marchena, île Pinta, île Pinzón, île Rábida, île Santa Fé, île Wolf.

### Climat
Les îles Galápagos offrent un climat tropical sec et sans chaleur excessive, en raison du courant de Humboldt qui refroidit l'océan et rafraîchit l'atmosphère. On y distingue toutefois deux saisons : de janvier à mai, une saison chaude (23 à 30 °C) avec quelques averses et, de juin à septembre, une saison froide (19 à 20 °C) assez sèche.

## Administration

Drapeau de la province de Galápagos.

La province de Galápagos est divisée en trois cantons : 
| Canton        | Population (2006) | Superficie (km2) | Chef-lieu               | Îles principales                                                                       |
| ------------- | ----------------- | ---------------- | ----------------------- | -------------------------------------------------------------------------------------- |
| Isabela       | 1 790             | 5 368            | Puerto Villamil         | Darwin, Fernandina, Isabela, Wolf                                                      |
| San Cristóbal | 6 142             | 849              | Puerto Baquerizo Moreno | Española, Floreana, Genovesa, San Cristóbal, Santa Fé                                  |
| Santa Cruz    | 11 264            | 1 794            | Puerto Ayora            | Baltra, Bartolomé, Marchena, Seymour Nord, Pinta, Pinzón, Rábida, Santa Cruz, Santiago |
| Total         | 19 194            | 8 011            |                         |                                                                                        |

## Biodiversité

### Faune
La faune du parc national des Galápagos est diversifiée, chaque île abritant sa faune spécifique. L'archipel compte 58 espèces d'oiseaux dont 28 sont endémiques, des variétés de reptiles uniques, dont les tortues géantes ou les iguanes terrestres et marins.
La faune sous-marine, protégée par la réserve marine des Galápagos, est également exceptionnelle de diversité, comprenant, outre l'iguane marin, près de 300 espèces de poissons (dont des requins des Galápagos), des mammifères marins (otarie des Galápagos, otarie à fourrure des Galápagos) dont des cétacés (baleine à bosse notamment).
Il y a plus de 1 300 espèces d'insectes différentes sur les îles Galapagos.

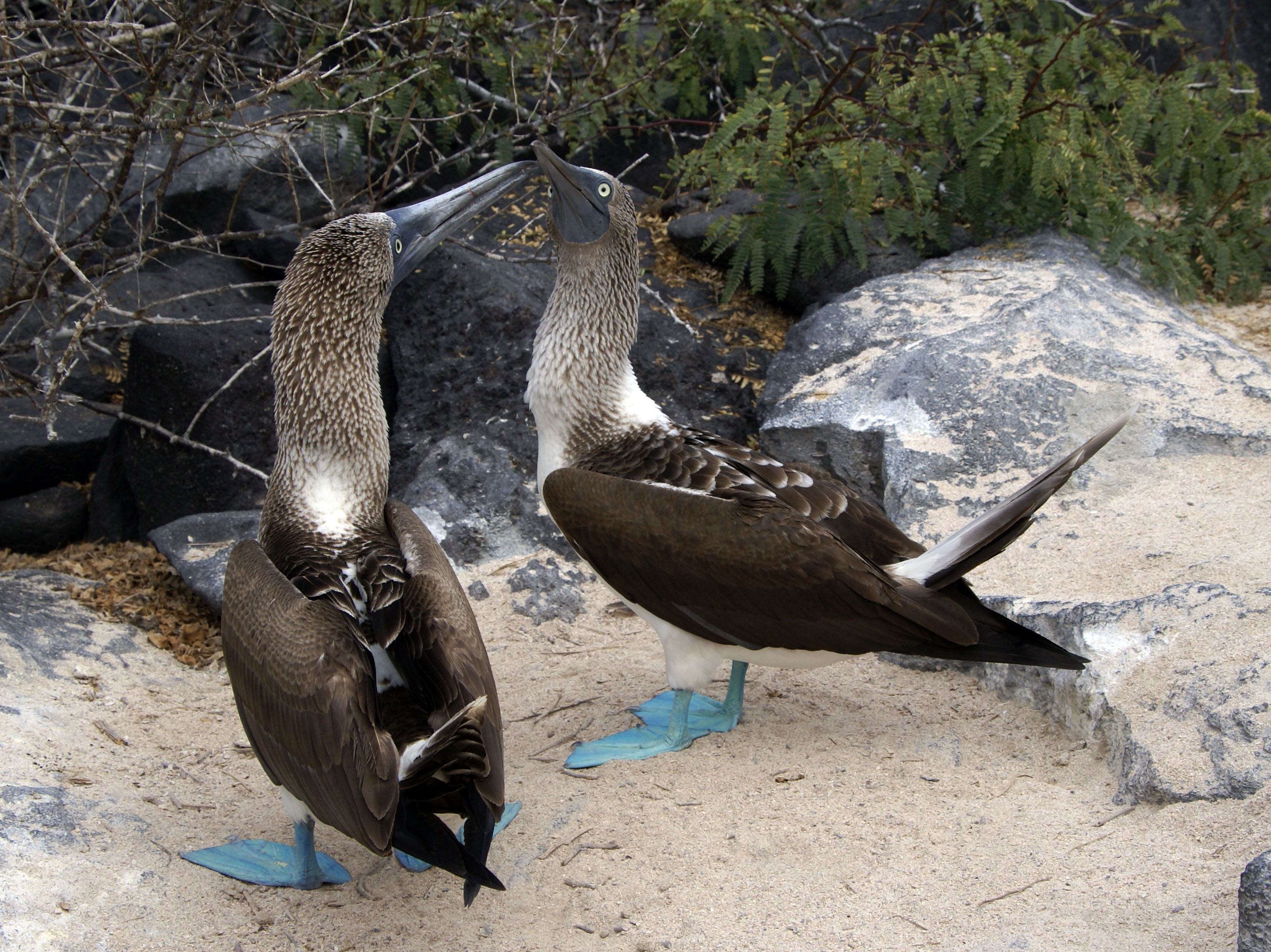
Fou à pieds bleus (Sula nebouxii).
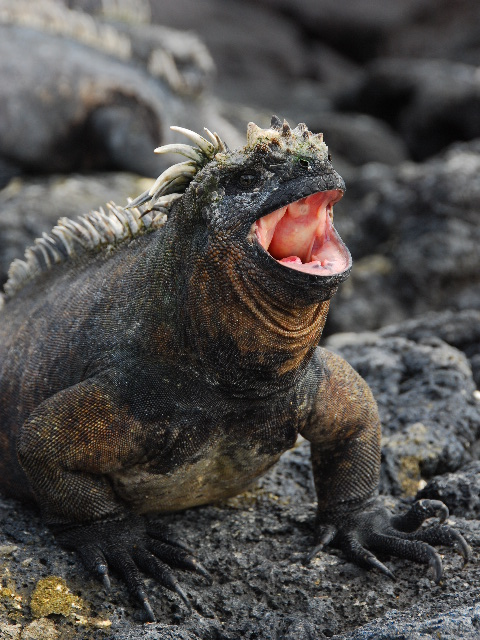
Iguane marin des Galapagos (Amblyrhynchus cristatus).
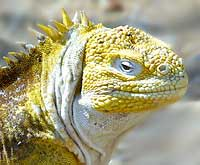
Iguane terrestre des Galápagos (Conolophus subcristatus).
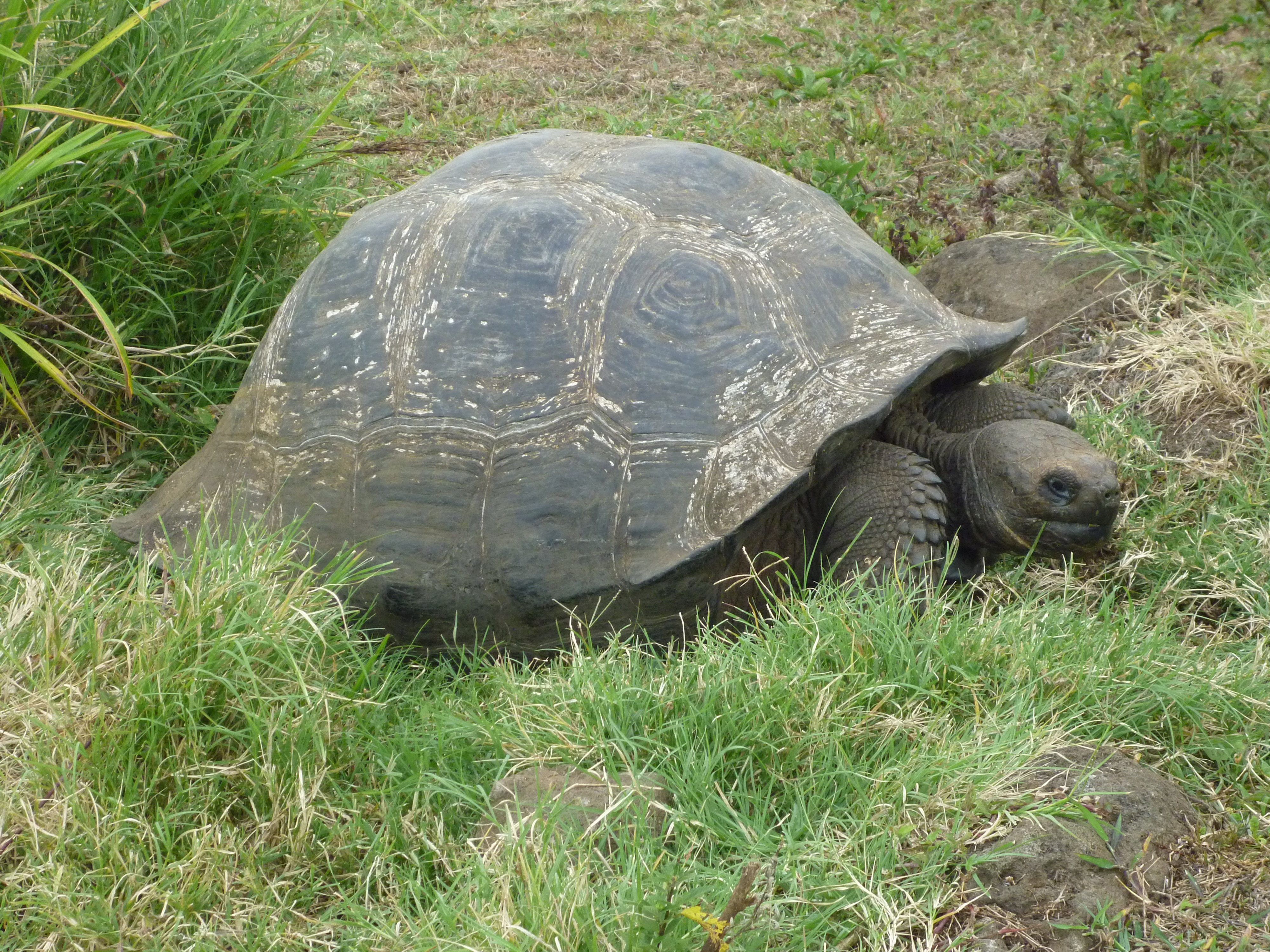
Tortue géante des Galápagos sur l'île Santa Cruz.
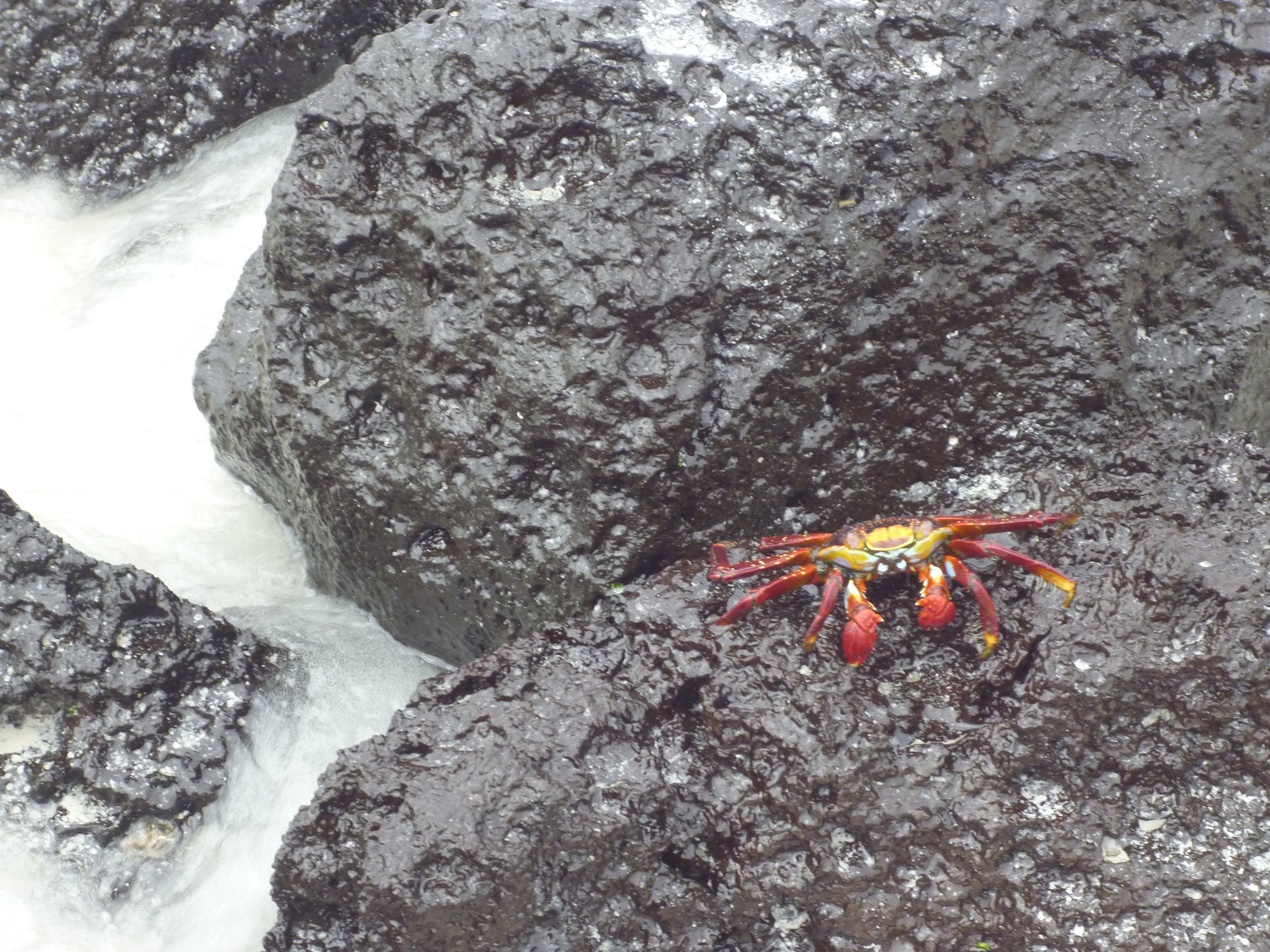
Crabe Grapsus grapsus à Tortuga Bay.
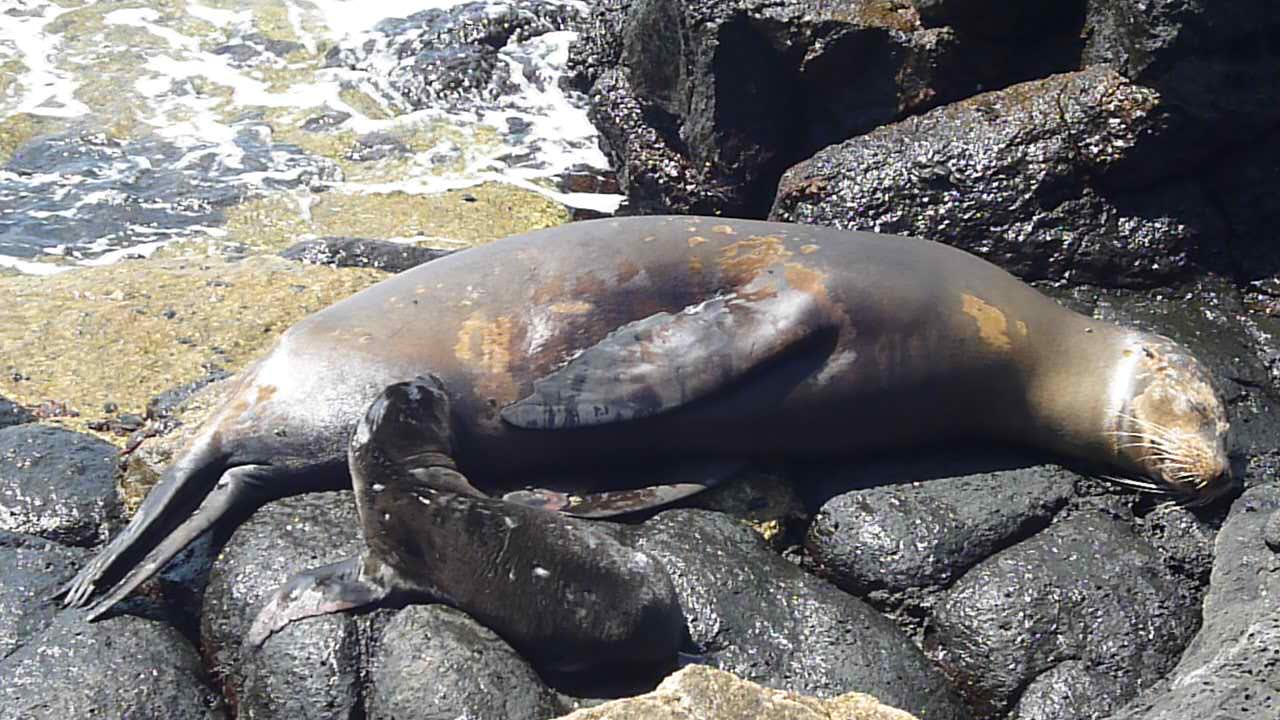
Otarie avec bébé sur l'île Seymour Nord.
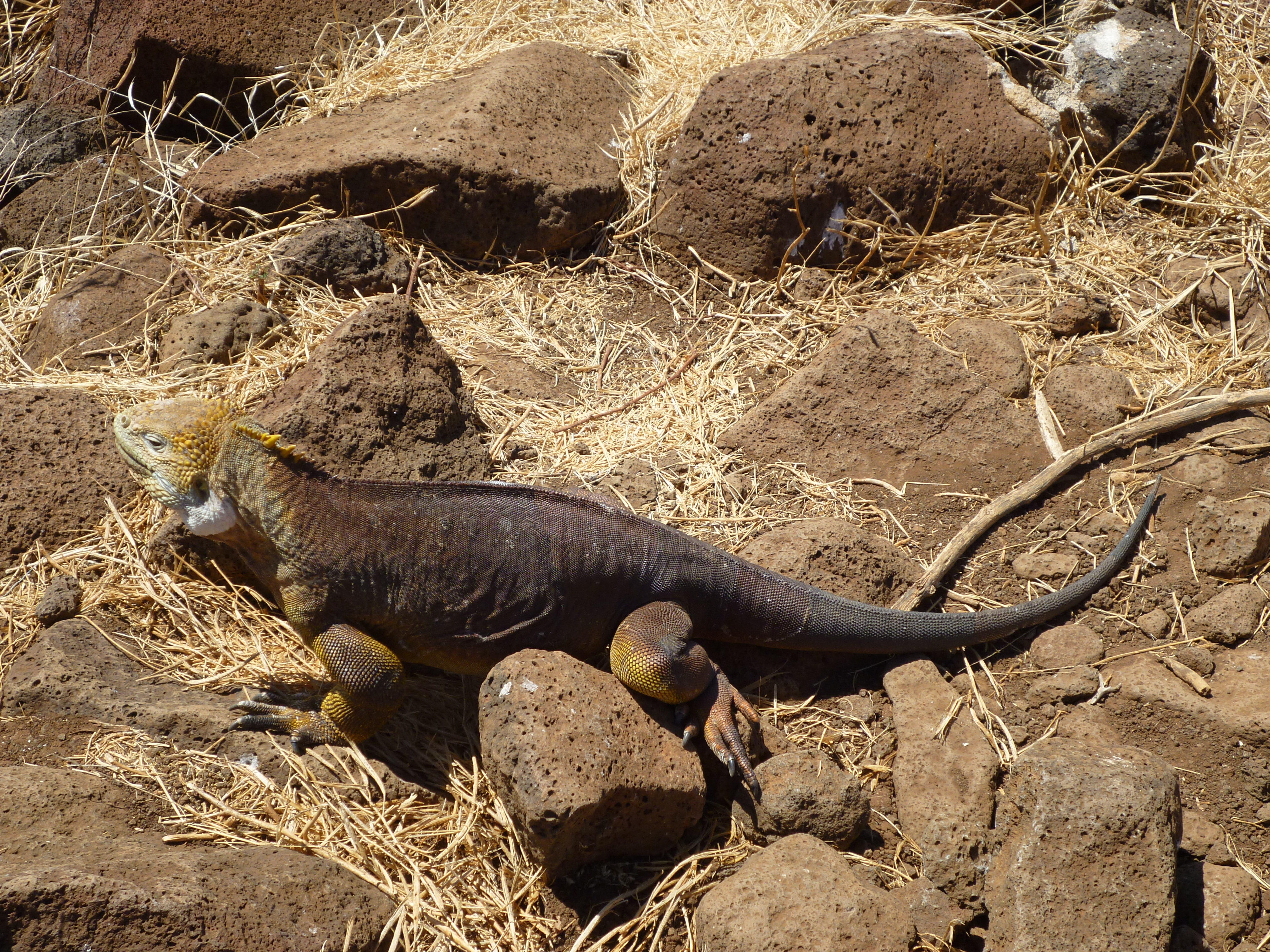
(Conolophus subcristatus) sur l'île Seymour Nord.
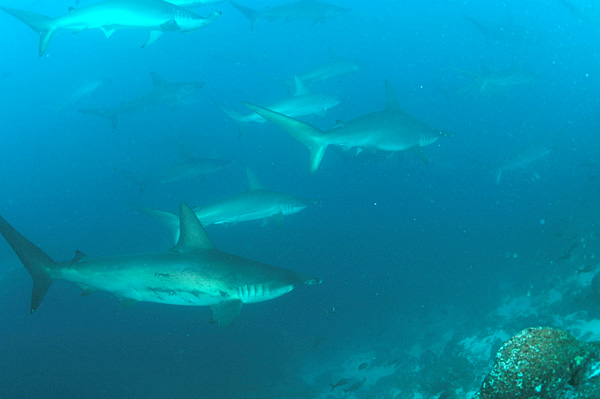
Requins-marteaux sur l'île Wolf.
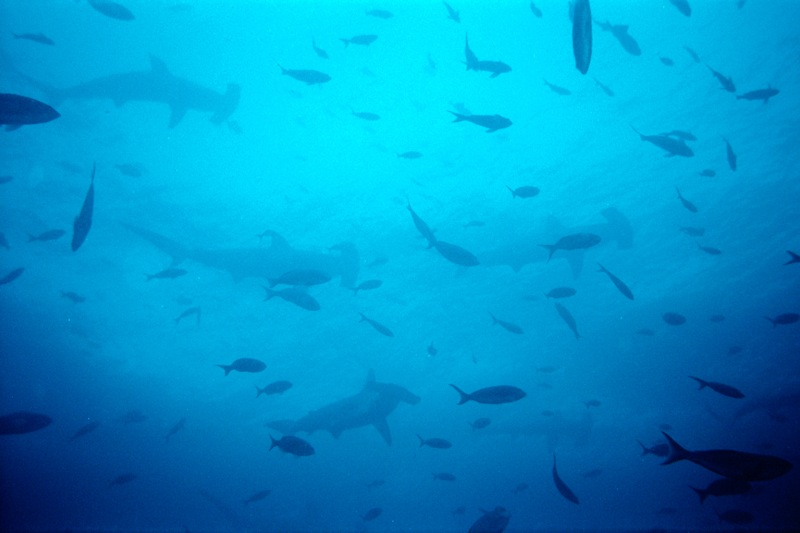
Requins-marteaux et autres poissons sur l'île Wolf.

### Flore

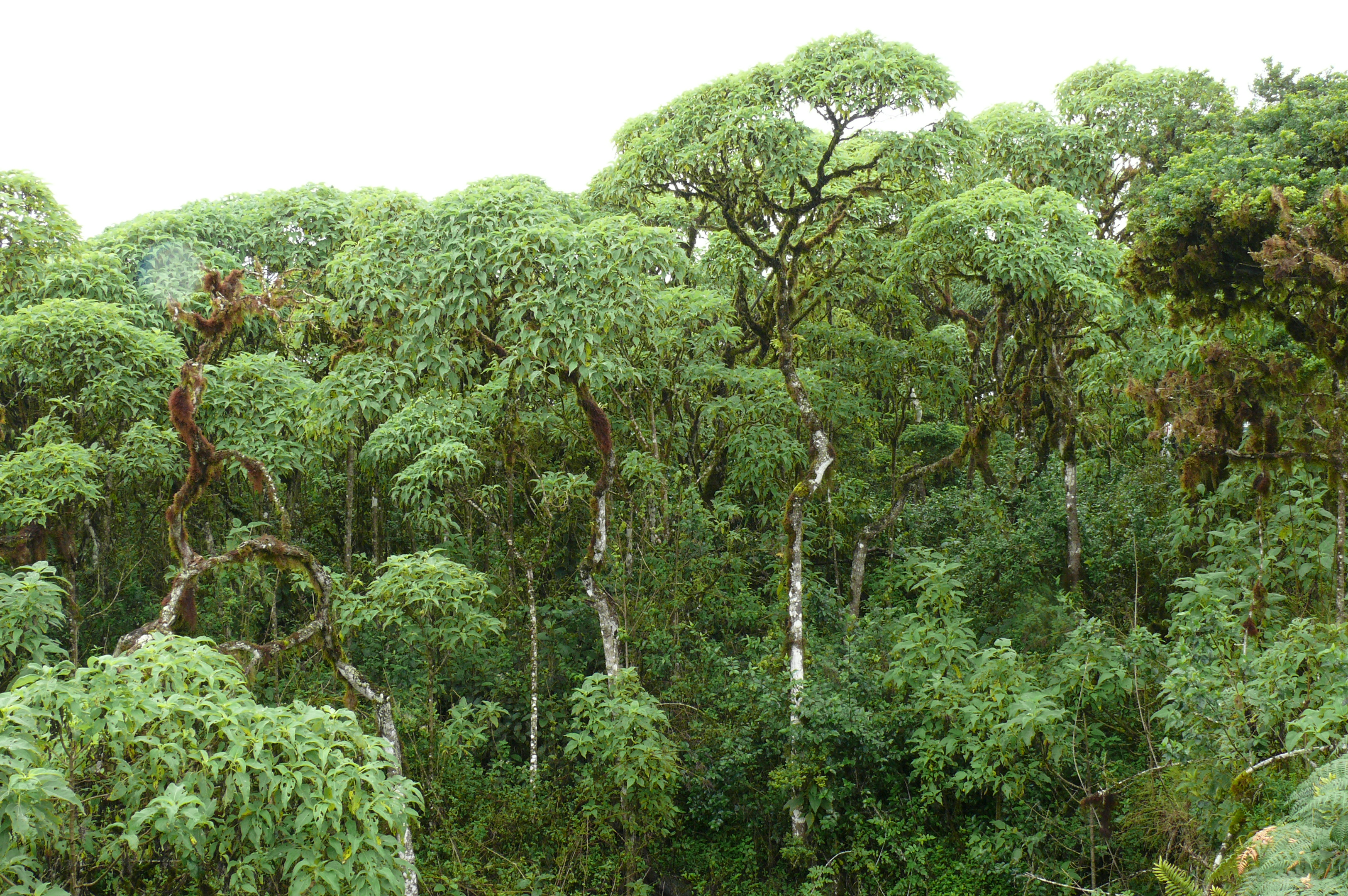
' sur l'île Santa Cruz.

La flore des îles Galápagos varie selon le relief (et donc le climat) des différentes îles. Celle-ci est donc étagée suivant l'altitude.
Les zones côtières sont peuplées de plantes halophiles (tolérant des taux élevés de salinité) : palétuviers, pourpiers, myrtes et autres espèces aquatiques. Au-dessus est la zone aride, peuplée principalement de cactées (figuier de Barbarie, cierge du Pérou) et de lichens. La zone humide d'altitude (ou zone des scalesias, d'après l'arbre qui y prédomine) s'étend entre 200 et 500 mètres d'altitude. Les robiniers, les goyaviers, la passiflore et les lichens y prospèrent. Au-dessus, la zone du miconia (une espèce invasive) est la principale zone de pâture et de culture (café, légumes, oranges et ananas) sur les îles habitées. Herbes et fougères se disputent le dernier étage, notamment la fougère arborescente des Galápagos, qui peut atteindre 3 mètres de haut.
Parmi les 875 espèces de plantes recensées sur les îles, 228 sont endémiques, mais toutes sont originaires de l' Amérique du Sud et se sont adaptées à l'environnement de l'archipel.

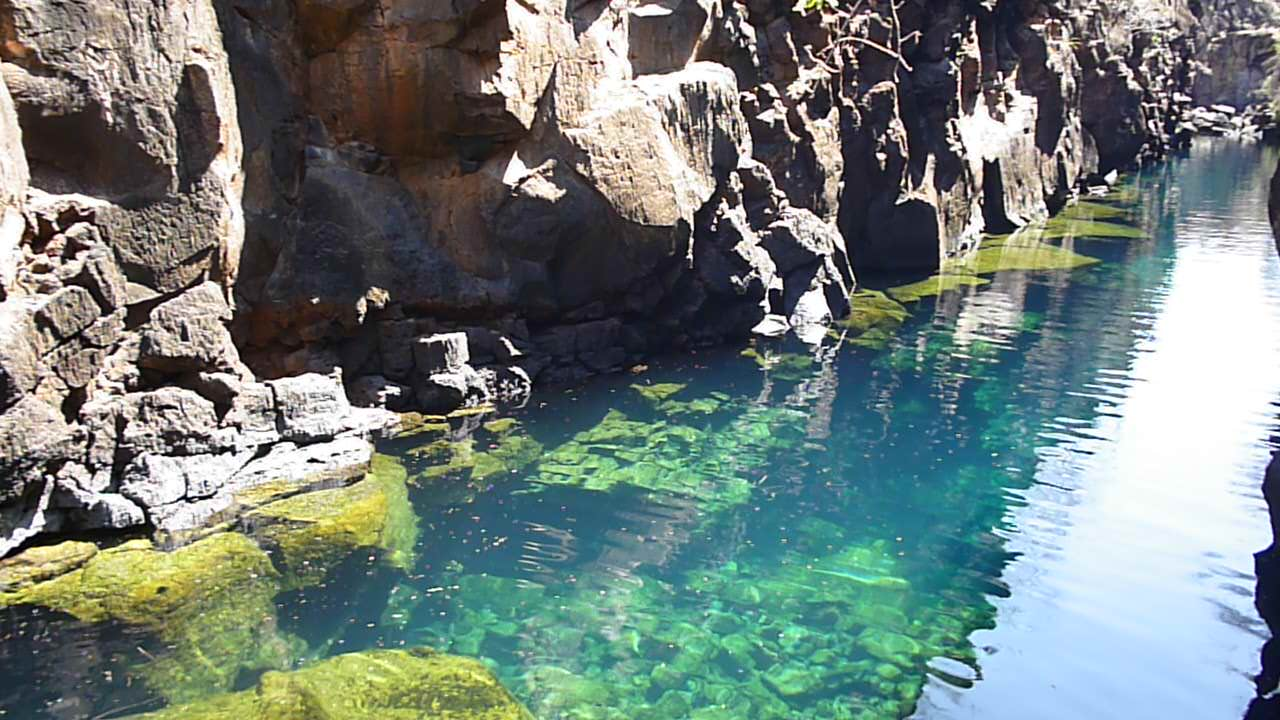
Brèche remplie d'eau douce, aux abords de Puerto Ayora, île Santa Cruz.

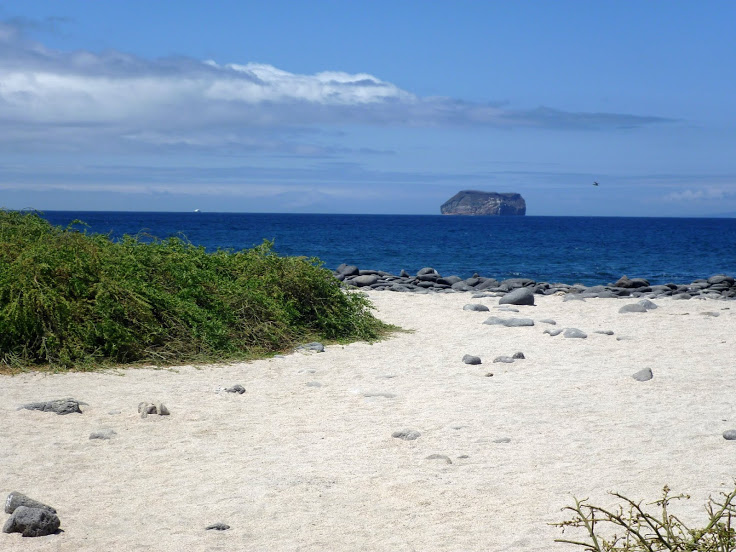
Plage de l'île Seymour Nord, avec à l'horizon l'île Daphne Menor.

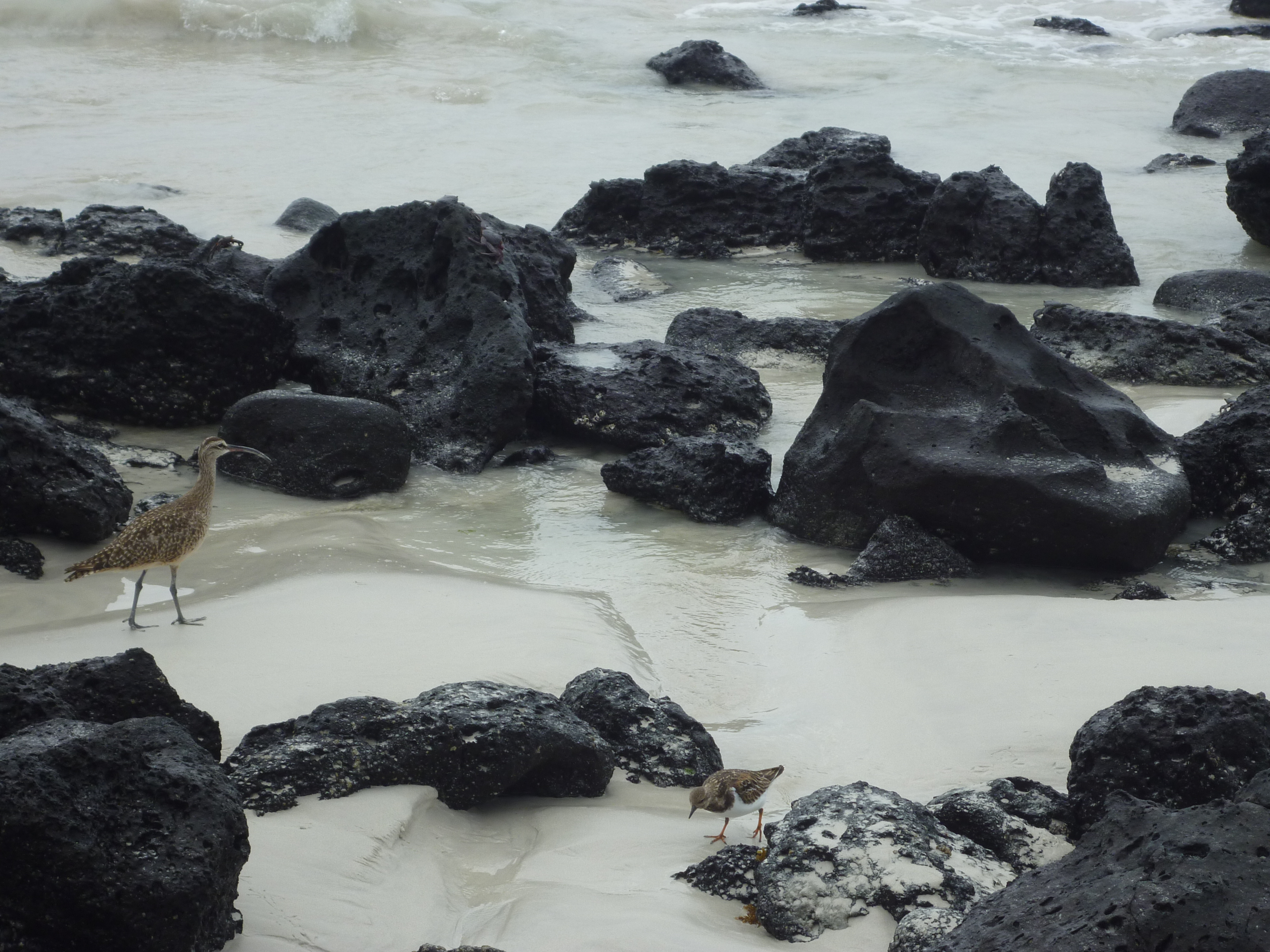
Courlis corlieu et chevalier grivelé, à Tortuga Bay, île Santa Cruz.

### Protection
L'archipel, à travers son parc national déclaré dans les années 1950 et sa réserve marine, constitue le premier parc national de l'Équateur. Ces deux zones protégées, dont la faune et la flore très peu touchées abritent de nombreuses espèces animales et végétales uniques au monde, constituent un site du patrimoine mondial de l'Unesco. Dans l'archipel, 97% de la surface émergée des îles est protégée, et la réserve marine a une superficie de 138 000 km2, ce qui en fait l'une des plus grandes au monde.
En 2010, réuni à Brasilia, le Comité du patrimoine mondial de l’agence de l'ONU a retiré l’archipel de la liste des sites menacés. C’est Luiz Fernando de Almeida, le délégué brésilien, qui a pris cette décision pour récompenser le travail réalisé par l’Équateur pour protéger ses îles.

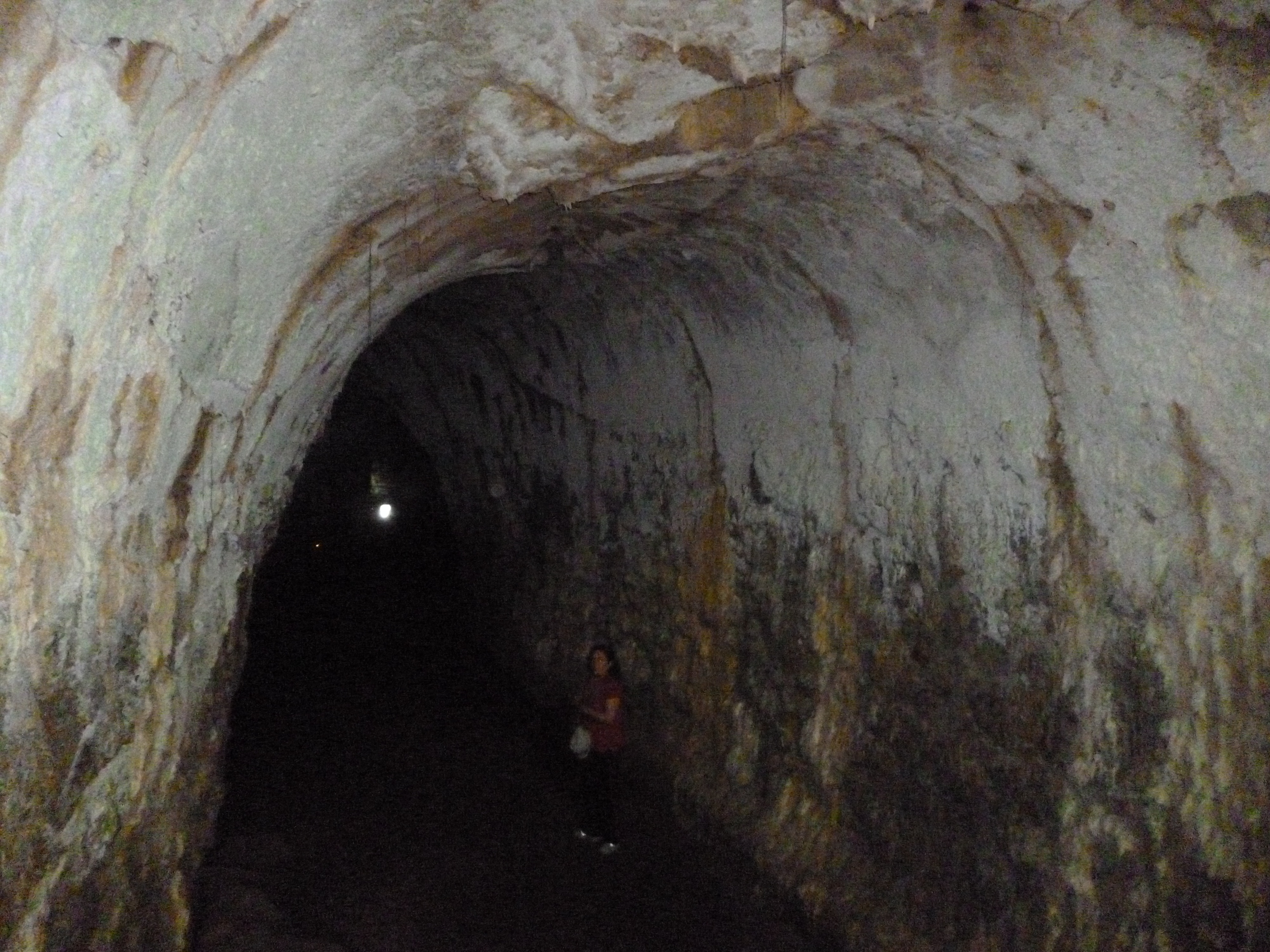
Tunnel de lave, île Santa Cruz.

## Tourisme durable
L'Équateur souhaite préserver l'archipel et ses espèces menacées, et veut « être drastique quant à la protection de l'environnement », selon le ministre du Tourisme, Enrique Ponce de Leon. La fréquentation de l'archipel a parfois atteint 240 000 visiteurs en un an, et le directeur du Parc national des Galápagos a réclamé l'inscription d'un plafond de visiteurs dans la loi. De plus, dans un but d'éco-durabilité et de tourisme durable, les constructions y sont sévèrement encadrées, les énergies renouvelables encouragées, l'aéroport est alimenté à l'énergie solaire et éolienne et les sacs plastiques sont interdits.

## Dans la culture
Herman Melville, l'auteur de Moby-Dick qui visita l'archipel, en a fait une évocation à travers une série d'esquisses littéraires (Les Encantadas ou Îles Enchantées) dans son recueil des Contes de la Véranda.
Une scène du film Master and Commander se déroule aux Galápagos, lorsque le docteur Stephen Maturin est amené à terre pour y retirer la balle qu'il a accidentellement reçue. Il visite ensuite l'île et, à l'aide de Blackney et Padeen, y collecte des animaux… qu'ils relâcheront ensuite, Maturin ayant repéré le navire ennemi Acheron.
Le film Eden (2025) de Ron Howard évoque une colonie établie en 1930 sur l'île Floreana.
Les îles Galápagos sont représentées dans le dessin animé des Mystérieuses Cités d'or.
L'astéroïde (16809) Galápagos porte le nom de ces îles.

### Filmographie
- Galapagos 3D, documentaire en trois parties de David Attenborough.
- 1959 : Archipel des Galápagos par Christian Zuber.
- 1977 : Caméra au poing aux Galápagos par Christian Zuber.